# Rans (Penafiel)
Rans ist eine Gemeinde (Freguesia) im portugiesischen Kreis Penafiel. In ihr leben 1804 Einwohner (Stand 19. April 2021).